# Сгорбати, Леонелла
Леонелла Сгорбати, имя в миру — Роза Сгорбати (итал. Leonella Sgorbati; 9 декабря 1940, Гаццола, Эмилия-Романья — 17 сентября 2006, Могадишо) — блаженная Римско-католической церкви, монахиня женской конгрегации «Сёстры-миссионерки Святого Утешения» (I.S.M.C.).

## Биография
В мае 1963 года вступила в монашескую конгрегацию Пресвятой Девы Марии Утешения. В ноябре 1972 года принесла вечные обеты. В 1970 году окончила католическую миссионерскую школу в Англии, после чего отправилась на миссию в Африку. Главным образом работала в Кении и Сомали. С 1970 по 1983 года работала в госпитале в предместье Найроби. В 1986 году была назначена старшим воспитателем в миссионерской школе в Нкубу, Кения. 26 ноября 1993 года назначена управляющей монашеской провинции. В 2002 году организовала школу в Могадишо. Первые выпускницы этой школы получили диплом Всемирной организации здравоохранения в 2006 году за несколько месяцев до её смерти.
17 сентября 2006 года была убита в Могадишо исламскими фундаменталистами.
В августе 2013 года начался процесс её беатификации. 9 ноября 2017 года римский папа Франциск издал декрет о её мученичестве. 26 мая 2018 года была причислена к лику блаженных во время мессы в соборе города Пьяченца.